# Liste der Wappen im Landkreis Schweinfurt
Die Liste der Wappen im Landkreis Schweinfurt zeigt die Wappen der Gemeinden im bayerischen Landkreis Schweinfurt.

## Landkreis Schweinfurt

Landkreis Schweinfurt Über rotem Schildfuß, darin drei silberne Spitzen, in Gold ein rot bewehrter, schwarzer Adler.
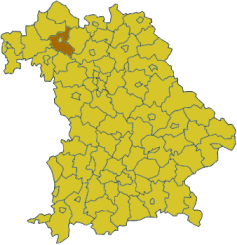
Lage des Landkreises Schweinfurt in Bayern
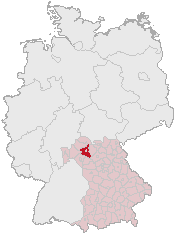
Lage des Landkreises Schweinfurt in Deutschland
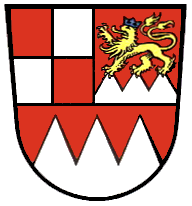
Landkreis Gerolzhofen (–1972) Geteilt und oben gespalten; vorne geviert von Rot und Silber, hinten in Rot auf drei gesenkten silbernen Spitzen schreitend ein blau gekrönter goldener Löwe; unten in Rot drei silberne Spitzen.

## Wappen der Städte, Märkte und Gemeinden

Gemeinde Bergrheinfeld Über goldenem Dreiberg gespalten, vorne in Blau ein mit drei blauen Ringen belegter silberner Schräglinksbalken, hinten in Rot drei silberne Spitzen.
Gemeinde Dingolshausen In Gold eine grüne Weinrebe mit zwei grünen Trauben und zwei grünen Blättern.
Gemeinde Dittelbrunn Gespalten; vorne in Gold auf halbem grünen Dreiberg der vordere Teil einer schwarzen Henne am Spalt, hinten in Rot eine silberne Gerstenähre.
Gemeinde Donnersdorf In Rot über einem aus einer silbernen Zinnenmauer wachsenden goldenen Bischofsstab eine silberne Balkenwaage.
Gemeinde Euerbach Geteilt; oben in Silber nebeneinander zwei fünfspeichige schwarze Räder, unten in Rot zwei goldene Schrägbalken.
Gemeinde Frankenwinheim Gespalten von Rot und Gold; vorne drei gekürzte silberne Spitzen, hinten eine rote Schere.
Gemeinde Geldersheim Gespalten von Blau und Silber; vorne eine silberne Getreidegarbe, hinten unter der blauen Krümme eines Bischofsstabs drei zwei zu eins gestellte blaue Kugeln.
Stadt Gerolzhofen In Rot drei gekürzte silberne Spitzen.
Gemeinde Gochsheim In Schwarz über roter Zinnenmauer wachsend ein rot gezungter silberner Adler.
Gemeinde Grafenrheinfeld In Blau über einem Schildchen, darin in Rot drei gekürzte silberne Spitzen, die wachsende silberne Halbfigur der heiligen Helena mit goldener Krone, die in der Rechten ein goldenes Zepter, in der Linken ein goldenes Kreuz hält.
Gemeinde Grettstadt In Silber über einer schwarzen Zinnenmauer, die mit einem goldenen Anker belegt ist, ein wachsender roter Eber, der einen goldenen Schlüssel im Maul hält.
Gemeinde Kolitzheim Unter rotem Schildhaupt, darin drei gesenkte silberne Spitzen, in Blau schräg gekreuzt ein goldener Kreuzstab und ein goldener Abtstab, darüber eine goldene Weintraube.
Gemeinde Lülsfeld Geviert von Rot und Silber; 1: nebeneinander drei natürliche goldene Lilien, am Stängel belegt mit zwei schwebenden, silbernen Wellenleisten; 2: ein durchgehendes schwarzes Balkenkreuz; 3: ein schwarzer Pflug; 4: nebeneinander drei goldene Ähren.
Gemeinde Michelau i.Steigerwald In Grün ein durchgehender silberner Bischofsstab, oben beseitet von je einer goldenen Weintraube, unten belegt mit einer geöffneten goldenen Schere.
Gemeinde Niederwerrn In Blau ein silberner Schrägwellenbalken, belegt mit zwei einander zugekehrten, von Rot und Silber wechselweise geteilten Flügen.
Markt Oberschwarzach Im Wellenschnitt geteilt von Rot und Gold, oben schräg gekreuzt ein silberner Schlüssel und ein silbernes Schwert, unten ein aus dem unteren Schildrand wachsender, steigender, schwarzer Hirsch.
Gemeinde Poppenhausen In Rot auf silbernem Boden der silbern gekleidete, barfüßige heilige Jakobus mit Pilgerhut und Pilgerflasche, in der Rechten einen goldenen Pilgerstab haltend, links auf dem Boden eine silberne Pflanze.
Gemeinde Röthlein In Blau ein durchgehendes goldenes Tatzenkreuz, dahinter oben ein silbernes Hirschgeweih, unten beseitet von je einem gekrümmten, abgewandten silbernen Fisch.
Gemeinde Schonungen Gespalten von Rot und Gold; vorne drei silberne Spitzen, hinten auf grünem Dreiberg stehend eine rot bewehrte schwarze Henne.
Gemeinde Schwanfeld In Blau auf grünem Boden stehend ein golden bewehrter silberner Schwan, der um den Hals an rotem Band ein silbernes Schildchen trägt; darin drei, zwei zu eins gestellte und miteinander verbundene schwarze Kugeln.
Gemeinde Schwebheim Führt kein Wappen.
Gemeinde Sennfeld In Gold über gesenktem blauen Wellenbalken ein rot gezungter, silbern nimbierter schwarzer Adler.
Markt Stadtlauringen In Silber ein durchgehendes rotes Prankenkreuz, dessen Querarm links in einer Hand endet; im rechten unteren Winkel ein gestürztes silbernes Schwert mit goldenem Griff.
Gemeinde Sulzheim Geteilt von Gold und Rot; oben ein springender schwarzer Eber, der einen silbernen Abtstab schräg im Maul hält; unten ein schwebender silberner Zinnenturm, dem zwei schräg gekreuzte goldene Rohrkolben unterlegt sind.
Gemeinde Waigolshausen In Rot unter einem silbernen Eisenbahnrad zwei schräg gekreuzte silberne Rebmesser.
Gemeinde Wasserlosen In Blau mit achtmal von Silber und Rot gestücktem Schildbord ein aufrechter silberner Wolf, der seine Vorderpranken auf eine gestürzte goldene Keule stützt. Im rechten Obereck ein achtstrahliger goldener Stern, im linken ein goldenes Johanniterkreuz.
Markt Werneck Unter silbernem Schildhaupt, darin ein mit drei eingebogenen goldenen Pfählen belegter roter Balken, in Rot ein auf drei silbernen Spitzen schreitender blau gekrönter, doppelt geschwänzter goldener Löwe.
Gemeinde Wipfeld In Rot ein silberner Wellenpfahl, beseitet von den silbernen Großbuchstaben CI im Spiegelbild, darüber je ein sechsstrahliger silberner Stern.
Gemeinde Üchtelhausen Geteilt und oben gespalten von Silber und Rot; vorne ein durchgehendes schwarzes Balkenkreuz, hinten die wachsende, linksgewendete silberne Krümme eines Bischofsstabs; unten in Gold auf grünem Dreiberg stehend eine rot bewehrte schwarze Henne.

## Ehemalige Gemeinden mit eigenem Wappen

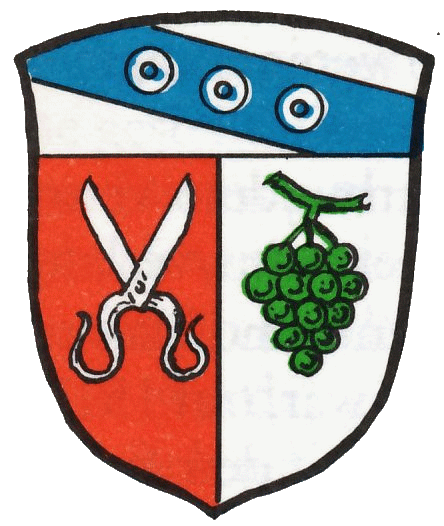
Gemeinde Altmannsdorf Im silbernen Schildhaupt ein mit drei silbernen Ringen belegter blauer Schrägbalken; darunter gespalten von Rot und Silber, vorne eine aufgerichtete, klaffende silberne Schere, hinten eine grüne Weintraube.
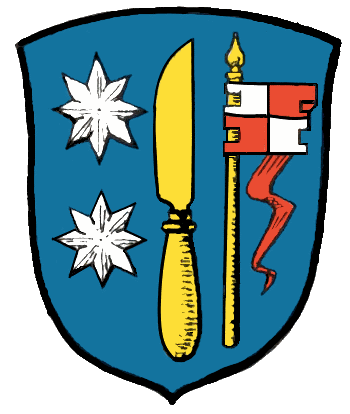
Gemeinde Greßthal
Gemeinde Hambach (-1978) Gespalten; vorne in Gold auf halbem grünen Dreiberg der vordere Teil einer schwarzen Henne am Spalt, hinten in Rot eine silberne Gerstenähre. Übernommen als Wappen von Dittelbrunn.
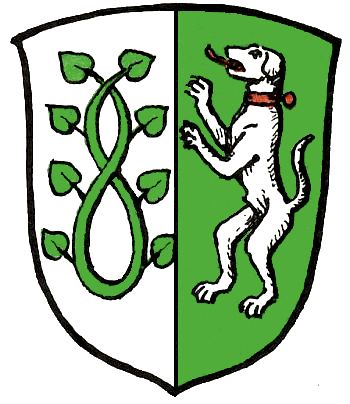
Gemeinde Hundelshausen Gespalten von Silber und Grün, vorne mit einem achtförmig geschlungenen beiderseits mit vier Blättern besetzten grünen Lindenzweig und hinten mit einer steigenden silbernen Bracke belegt.
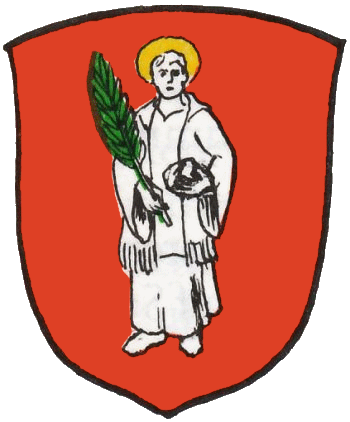
Gemeinde Kolitzheim (vor der Gemeindegebietsreform) In Rot der silbern gekleidete Stephanus mit goldener Aureole, einen grünen Palmzweig in der rechten und einen schwarzen Stein in der linken Hand haltend.
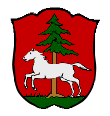
Gemeinde Pfersdorf
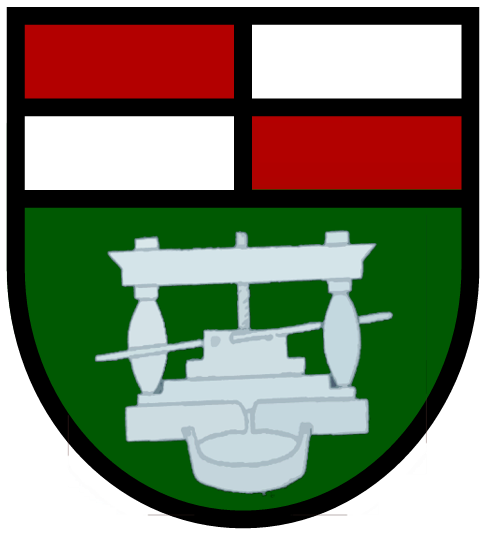
Gemeinde Stammheim Geteilt, oben eine Vierung von Rot und Silber und unten in Grün eine silberne Kelter.
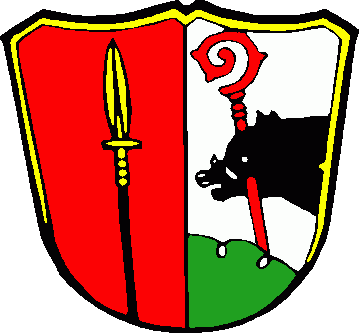
Gemeinde Unterspiesheim Gespalten von Rot und Silber, vorne ein goldener Spieß und hinten über grünem Dreiberg ein golden bewehrter schwarzer Eberkopf mit rotem Abtsstab im Gebrech.
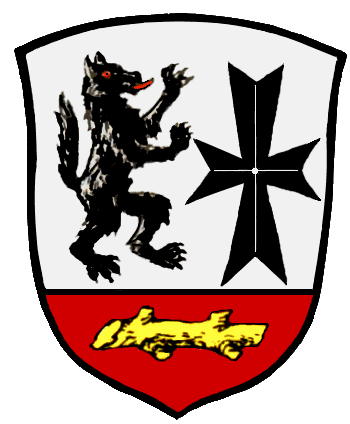
Gemeinde Wülfershausen